# 제6지대
제6지대(Night Gallery)는 미국에서 제작된 진 R. 커니 감독의 1970년 미스터리, 판타지, 공포, SF, 스릴러 영화 시리즈이다. 로드 설링 등이 주연으로 출연하였다. NBC를 통해 1970년 12월 16일부터 1973년 5월 27일까지 방영되었다.

## 출연

### 주연
- 로드 설링
- 래리 왓슨

### 조연
- 조안나 페테
- 맷 펠토
- 제라르딘 페이지
- 존 애스틴
- 존 바클레이
- 존 J. 폭스
- 잭 레어드
- 앨런 네이피어
- 마이클 레어드
- 샌드라 디
- 제임스 파렌티노
- 윌리엄 윈돔
- 스티브 포레스트
- 버제스 메러디스
- 수잔 스트라스버그
- 로스 마틴
- 빅터 부오노
- 빌 빅스비
- 캐머런 미첼
- 조셉 캄파넬라
- 루이즈 소렐
- 캐스린 코르델
- 빈센트 프라이스
- 켄트 스미스
- 자넷 놀런
- 아이버 프란시스
- 레슬리 닐슨
- 아서 말레
- 리프 에릭슨
- 페기 웨버
- 제이슨 윙그린
- 브렌던 딜론
- 앨버트 팝웰
- 빌 퀸
- 제임스 시킹
- 린제이 와그너
- 스탠리 왁스먼
- 패트리시아 도너휴
- 돈 멜보인
- 레이몬드 머시
- 스튜어트 휘트먼
- 제프 코리
- 아그네스 무어헤드
- 존 윌리엄스
- 제임스 메트로폴
- 찰스 데이비스
- 짐 볼리스
- 로저 E. 모슬리
- 진 R. 커니
- 수잔나 대로우
- 스튜어트 니스벳

## 제작진
- 프로듀서: 잭 레어드
- 프로듀서: 허버트 라이트
- 프로듀서: 존 바담
- 프로듀서: 폴 프리먼
- 프로듀서: 윌리엄 새케임
- 세트: 존 M. 드라이어
- 세트: 체스터 L. 바이히
- 세트: 살 브리든버그
- 세트: 찰스 S. 톰슨
- 세트: 제임스 M. 월터스 시니어
- 세트: 버트 앨런
- 의상: 빌 조브